# Episodi di Good Girls Revolt
| n° | Titolo originale | Titolo italiano               | Prima TV USA    | Prima TV Italia |
| -- | ---------------- | ----------------------------- | --------------- | --------------- |
| 1  | Pilot            | Pilota                        | 5 novembre 2015 | 5 novembre 2015 |
| 2  | The Folo         | L'articolo di approfondimento | 28 ottobre 2016 | 28 ottobre 2016 |
| 3  | The Futures      | Futuri                        | 28 ottobre 2016 | 28 ottobre 2016 |
| 4  | Out of Pocket    | A proprie spese               | 28 ottobre 2016 | 28 ottobre 2016 |
| 5  | The Year-Ender   | L'ultimo dell'anno            | 28 ottobre 2016 | 28 ottobre 2016 |
| 6  | Strikethrough    | Cambio di copertina           | 28 ottobre 2016 | 28 ottobre 2016 |
| 7  | Puff Piece       | L'articolo lusinghiero        | 28 ottobre 2016 | 28 ottobre 2016 |
| 8  | Exposé           | Rivelazione                   | 28 ottobre 2016 | 28 ottobre 2016 |
| 9  | Dateline         | Data, ora e luogo             | 28 ottobre 2016 | 28 ottobre 2016 |
| 10 | The Newser       | La conferenza stampa          | 28 ottobre 2016 | 28 ottobre 2016 |

## Pilota
- Titolo originale: Pilot
- Diretto da: Liza Johnson
- Scritto da: Dana Calvo

### Trama
La vita per la giovane e vivace Patti Robinson non potrebbe andare meglio. Fa la ricercatrice per il News of the Week, nella New York del 1969, si gode lo stimolante clima intellettuale e l'occasionale approccio in ufficio con il fidanzato reporter. Mentre vive i cambiamenti sociali dell'epoca, viene a contatto con nuove audaci idee e iniziative che la catapultano in un mondo nuovo, mai sognato.

## L'articolo di approfondimento
- Titolo originale: The Folo
- Diretto da: Scott Winant
- Scritto da: Dana Calvo

### Trama
Jane aiuta Sam ad accaparrarsi un'intervista importante, mentre le aspirazioni di Patti provocano una crisi nel suo rapporto con Doug. Le ragazze partecipano ad una riunione per lo sviluppo dell'auto-consapevolezza, dove Cindy scopre una cosa di se stessa.

## Futuri
- Titolo originale: The Futures
- Diretto da: Scott Winant
- Scritto da: Darlene Hunt

### Trama
In occasioni della visita dell'editore del News of the Week, Patti e Cindy si sentono motivate a cercare l'uguaglianza sul posto di lavoro. Intanto il flirt in ufficio tra Cindy e Ned passa a una nuova audace fase.

## A proprie spese
- Titolo originale: Out of Pocket
- Diretto da: Dan Attias
- Scritto da: Daniel Shattuck

### Trama
Patti e Doug si scontrano mentre Cindy conquista una nuova sicurezza dal punto di vista sessuale. Finn torna a casa da un viaggio con sua moglie e scopre che Wick ha disobbedito agli ordini.

## L'ultimo dell'anno
- Titolo originale: The Year-Ender
- Diretto da: Gloria Muzio
- Scritto da: Tracy McMillan

### Trama
Patti invita i colleghi di lavoro ad una festa di Capodanno ma la situazione degenera. Jane riceve brutte notizie e fa un cambiamento, mentre Cindy va a trovare Eleanor ad Harlem.

## Cambio di copertina
- Titolo originale: Strikethrough
- Diretto da: Minkie Spiro
- Scritto da: Richard E. Robbins

### Trama
Patti lascia che Doug si prenda il merito di uno Scoop a livello nazionale, mentre lei e Eleanor reclutano una persona chiave per la causa legale. Finn assume un nuovo eccentrico capo redattore, intanto Jane e Sam si occupano di un difficile incarico.

## L'articolo lusinghiero
- Titolo originale: Puff Piece
- Diretto da: Daisy von Scherler Mayer
- Scritto da: Bronwyn Garrity

### Trama
La festa di compleanno di Patti degenera in caos e Jane si sente esclusa dalle altre ragazze. Finn ed il suo nuovo redattore si scatenano in memoria dei vecchi tempi.

## Rivelazione
- Titolo originale: Exposé
- Diretto da: Roxann Dawson
- Scritto da: Matt McGuinness